# Parafia Wniebowzięcia Najświętszej Maryi Panny w Podborzu
Parafia Wniebowzięcia Najświętszej Maryi Panny w Podborzu (lit. Švč. M. Marijos Ėmimo į dangų parapija) – parafia rzymskokatolicka administracyjnie należąca do dekanatu solecznickiego archidiecezji wileńskiej. Według stanu na maj 2024 proboszczem parafii był ks. Juzef Aškielovič. 